# Banu Qurayza

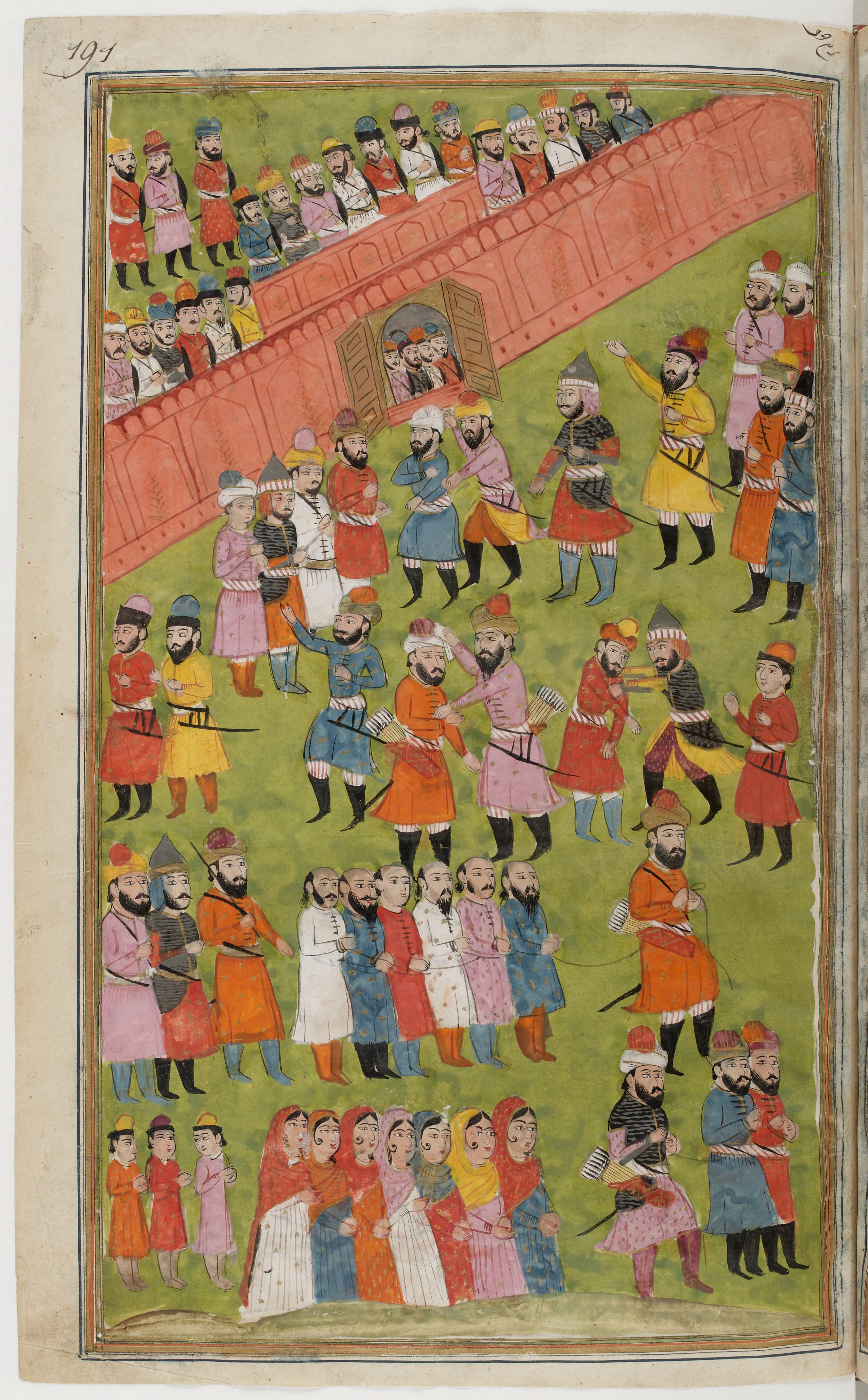
Illustration de la prise de la forteresse des Banu Qurayza

Les Banu Qurayza (arabe : بنو قريظة, banū Qurayẓa ; quelquefois transcrit : "Banu Quraydhah") étaient une tribu juive de Médine.
Ils participèrent à la bataille de la Tranchée contre les troupes de Mahomet. Les Banu Qurayza furent vaincus par les premiers musulmans après cette bataille, dans le Dhul Qa‘dah en février et mars 627 apr. J.-C. (5 AH). Ces deux épisodes sont connus à travers les sources musulmanes uniquement ; selon ces sources, les Banu Qurayza auraient été vaincus parce qu'ils auraient violé la Charte de Médine et parce que leur allié médinois, le chef des Banu Aws, les a trahis.

## Les Banu Qurayza alliés des Quraychites polythéistes
La tribu juive des Banû Qurayza conclut pendant la bataille de la Tranchée, une alliance avec Abû Sufyân[réf. nécessaire], chef des Quraych (tribu dont le prophète est issu à l'origine, mais demeurée polythéiste) dans le but de lever une armée de 10 000 ou 12 000 hommes sous le commandement de 'Abou Sufyân ibn Harb afin d'attaquer Médine contre une armée de 3000 musulmans et le porte-étendard était Zayd ibn Harith. Un nouveau converti, Nu`aym ibn Mas`ûd vint trouver le prophète Mahomet et lui offrit ses services. Sa conversion n’était pas encore connue des Banu Qurayza ; il alla chez eux pour essayer de semer la discorde. Il leur fit croire qu'Abu Sufyan risquerait en cas de défaite de les laisser sans protection. Il conseilla donc aux Banû Qurayza de demander des otages en échange du passage. Nu`aym ibn Mas`ûd alla ensuite trouver Abu Sufyan et ses compagnons. Il leur déclara que les juifs s'étaient repentis de leur conduite envers Mahomet et qu’ils allaient leur demander des otages pour les donner aux musulmans. La ruse de Nu`aym fonctionna, et les armées coalisées se retirèrent.

## La marche sur Banu Qurayza par les troupes musulmanes
Tout de suite après le départ des troupes mecquoises, les troupes de Mahomet, favorisées par une tempête ayant découragé le camp adverse, résolut d'en finir avec les Banû Qurayza. Ils assiègent alors les Banu Qurayza pendant 25 jours. Mahomet décide alors de proposer qu'un homme d'une tribu alliée agisse comme médiateur si la tribu se rend. L'homme en question est Sa'd, celui-ci maudissait la tribu des Qurayza mais Mahomet ne leur avait pas annoncé. Après la reddition des Qurayza Sa'd déclara alors que « les hommes soient tués, les possessions partagées, et les femmes et les enfants pris comme captifs ». Mahomet approuve la décision, la qualifiant de similaire au jugement de Dieu, à la suite de laquelle tous les individus mâles de la tribu qui avaient atteint l’âge de puberté furent décapités et enterrés dans une fosse commune. Le juriste musulman Tabari révèle que 600 à 900 hommes furent décapités. Mais selon Ibn Kathir, ils furent entre 400 et 700. Le Sunni hadith ne précise pas le nombre de tués, mais révèle que tous les mâles furent tués ainsi qu'une femme (la seule femme est mentionnée par Sunan Abu Dawud). Les autres femmes et enfants furent vendus en échange d’armes et de chevaux, selon des sources islamiques. Ils furent en majorité vendus aux Juifs de Banu Nadir à Khaïbar.
Après le retrait des Ghatafân, les Banu Qurayza, qui avaient rompu leur pacte avec les musulmans, se rendirent et se soumirent au jugement de Sa'd ibn Mu'adh, chef de la tribu musulmane des Banu Aws, alliée des Banu Qurayza avant sa conversion à l'islam en 621/622. Sa'd est le premier nommé des Ansars (Auxiliaires médinois du Prophète). dans la liste des trois cent quatorze musulmans qui ont participé à la bataille de Badr, liste qui distingue les Émigrés ayant participé à l'Hégire, les Ansars et les Khazraj. Sa'd, gravement blessé durant la bataille du fossé (il serait mort peu après), après réflexion, serait venu rendre le verdict solennellement : « Lorsque Sa'd arriva chez l'Envoyé d'Allâh et les musulmans, l'Envoyé de Dieu dit : « Levez-vous pour accueillir votre chef. » À la demande de Sa'd, tous les présents (Mahomet, les Émigrés qurayshites et les Ansars) se seraient engagés à accepter le verdict.

### Récit d'Ibn Ishaq (VIIIesiècle)
Selon le récit d'Ibn Ishaq, l'ange Gabriel, l'assurant de son appui actif dans la bataille, aurait donné l'ordre à Mahomet de marcher contre les Banu Qurayza.
« Il dit à l'Envoyé de Dieu : « As-tu déposé les armes? » L'Envoyé de Dieu lui répondit « Oui » Gabriel dit : « Mais les anges n'ont pas encore déposé les armes. Je reviens maintenant après avoir poursuivi ces gens (Quraysh et Ghatafân). Dieu — Très haut —, t'ordonne, Ô Muhammad, de marcher contre Banû Qurayzah. Moi, je me dirige vers eux et je secouerai leurs fortins. »

### Récit de Tabari (Xesiècle)
Tabarî donne le récit suivant :
« Sa'd avait été blessé à la main par une flèche, et son sang ne cessait de couler. Étant en présence du Prophète, Sa'd dit : Il faut les tuer tous, partager leurs biens et réduire en esclavage leurs femmes et leurs enfants. Le Prophète, satisfait de cette sentence, dit à Sa'd : Tu as prononcé selon la volonté de Dieu. En entendant ces paroles, ceux d'entre les juifs qui pouvaient s'enfuir gagnèrent le désert ; les autres restèrent ; ils étaient huit cents hommes. Le Prophète leur fit lier les mains et fit saisir leurs biens. On rentra à Médine à la fin du mois de dsou'l-qa'da. Les juifs restèrent dans les liens pendant trois jours, jusqu'à ce que tous leurs biens fussent transportés à Médine. Ensuite, le Prophète fit creuser une fosse sur la place du marché, s'assit au bord, fit appeler 'Ali fils d'Abou-Tâlib, et Zobaïr fils d'Al-'Awwâm, et leur ordonna de prendre leurs sabres et de tuer successivement tous les juifs, et de les jeter dans la fosse. Il fit grâce aux femmes et aux enfants ; mais il fit tuer également les jeunes garçons qui portaient les signes de la puberté. »

## Le sentence
Sa'd aurait dit alors : « Mon jugement est qu'on tue les hommes mâles, qu'on partage les biens, et qu'on mène en captivité les femmes et les enfants. » jugé selon la Thora. Le Prophète (sws) dit selon le récit d’at-Tabari : « Je m’en remet de votre sort à la décision de votre chef Sa’d ibn Mu’adh ». Les juifs dirent : « Nous aussi, nous nous en remettons à lui » [Chroniques d'At-Tabarî p. 545].
Le professeur Hamidullah résume bien l'histoire de cette manière :

« Point 956 : Wensinck (dans Der Islam, II, 289. Pour la guerre des Quraizah en général, voir mon Battelfields, 206-208) exprime bien ce qu’aurait fait n’importe qui, même chez les peuples les plus civilisés, lorsqu’il met ainsi en relief la situation : « Le Prophète avait traité avec les Banu’n-Nadîr avec indulgence, mais ils provoquèrent le terrible siège du fossé ; c’était courir de trop grands risques que de pardonner cette fois-ci aux Banû Quraizah ». Il y a tout lieu de croire que si les Quraizah s’étaient rendus inconditionnellement, le Prophète se serait contenté de les éloigner de Médine ; car il avait déjà agit ainsi envers les Juifs des Banu’n-Nadîr, qui avait pourtant préparé un attentat contre sa propre vie. Mais, comme nous l’assure Ibn Hicham (p. 689, II, 16-7 : cf. Tabarî, I, 1487 : Ibn Sa’d, 2/I, p.53-4), ils capitulèrent à condition que le Prophète acceptât l’arbitrage de Sa’d ibn Mu’adh (Ibn Hanbal, VI, 142 : Bukhârî, 63/12/4 ; Halabîyab, II, 119), un Musulman ausite, leur allié. Ils pensaient évidemment au comportement du Khazrajite ‘Abdallâh ibn Ubaiy, qui avait déjà vigoureusement intercédé en faveur de ses alliés des Juifs de Qainuqâ’. Le Prophète consentit à cet arbitrage. Sa’d étant hospitalisé depuis quelque temps à cause des blessures qu’il avait reçues pendant la guerre du Fossé, le Prophète Muhammad n’avait pas pu lui parler depuis plusieurs semaines. Transporté de l’ « hôpital militaire » sur un âne, il se rendit devant le Prophète ; il demanda d’abord aux membres de sa propre tribu s’ils acceptaient tout ce qu’il déciderait. Ils y consentirent. Ensuite il pose la même question au Prophète ; celui-ci aussi répondit affirmativement. L’arbitre décida que la loi juive du Pentateuque même (Deutéronome, XX, 10-14 en l’occurrence), serait appliquée à ces Juifs.[...] »

Les récits du conflit ont pour fondement les textes des hadiths et de la Sira (biographie) de Mahomet.
« Ibn Ishaq dit : Puis on les fit descendre. L'Envoyé de Dieu les a enfermés dans le quartier de Bint al-Hârith à al-Madînah ; Bint al-Hârith est une femme de Banû al-Najjar. Puis l'Envoyé d'Allâh alla au marché d'al-Madînah qui est encore aujourd'hui son marché, et a fait creuser des fossés. Il les fit venir, et les fit tuer dans ces fossés, on les fit venir à lui par groupes. Parmi eux se trouvèrent l'ennemi de Dieu Huyayy Ibn 'Akhtab, et Ka'b b. 'Asad leur chef. Ils étaient au nombre de six cents, ou de sept cents ; celui qui multiplie leur nombre dit qu'ils étaient entre huit cents et neuf cents. Pendant qu'on les amenait à l'Envoyé d'Allâh par groupes, ils dirent à Ka'b b. Asad : « Ô Ka'b! Qu'est-ce qu'on fera de nous ? » Il répondit : « Est-ce que vous êtes incapables de réfléchir ?! Ne voyez-vous pas que le crieur ne cesse pas de crier, et que celui d'entre nous qu'on envoie ne retourne pas?! C'est bien sûr la mort.

Cela continua jusqu'à ce que l'Envoyé de Dieu en finît avec eux. »
Quant aux femmes et aux enfants, voilà ce qui leur serait arrivé :
« Ibn Ishaq dit : Puis l'Envoyé de Dieu fit le partage des biens des Banû Qurayzah, de leurs femmes et de leurs enfants entre les musulmans. [...] Puis, l'Envoyé d'Allâh envoya Sa'd b. Zayd al-'Ansârî, frère des Banû 'Abd al-'Ashhal, à Najd avec des femmes captives, de Banû Qurayzah, pour les vendre et acheter en échange des chevaux et des armes. »
Les femmes et les enfants furent rachetés pour beaucoup par les Juifs de Banu Nadir à Khaïbar comme l’ancien Rabbin ‘Abdallah ibn Salam, converti à l'Islam. D’autres sources disent qu’ils furent gardés chez une femme appelée Kayssa bint al-Harith. Les hommes qui allaient être exécutés se trouvaient chez Ousama ibn Zayd.
Le professeur Hamidullah raconte :

« Point 956 : [...] Selon Humaid b. Hilâm (cité par Samhûdî, 2e éd., p. 308), il décréta aussi que les maisons de ces juifs fussent données aux Musulmans d’origine mecquoise, pour qu’ils devinssent un peu plus indépendant des Ansâr. Le Prophète non seulement n’avait rien suggéré à l’arbitre, mais se trouva embarrassé de ne plus pouvoir revenir sur le consentement donné ; il ne s’était pas attendu à ce sévère verdict d’arbitrage, il murmura : « C’était leur destin, décidé par Dieu du haut des sept cieux » (Ibn Hichâm, p. 689 ; Ibn Sa’d, 2/I, p.54). Mais il manifesta sa clémence en maintes façons, que voici :
Point 957 : On traita bien les prisonniers. Ainsi on leur donna à manger (des dattes, selon le Charh as-siyar al-kabîr de Sarakhsî, II, 264, ou éd., Munajjed, §2000). Un certain Musulman (Thâbit ibn Qais), ayant parlé au Prophète en faveur d’un condamné, disant que celui-ci lui avait fait du bien à l’époque pré-islamique, le Prophète Muhammad épargna la vie de ce Juif (Ibn Bâtâ), ainsi que celle de ses enfants ; il lui rendit même toute sa famille et tous ses bien (Ibn Hichâm, p. 691). Un autre Juif, Rifâ’ah ibn Samau’al, s’était réfugié chez une vieille musulmane ; celle-ci se rendit auprès du Prophète et lui dit : « Fais-moi cadeau de la vie de Rifâ’ah ; il promet de célébrer les offices et même de manger de la viande de chameau. » Le Prophète Muhammad consentit également (Id.,p. 692). »

## Le nombre de morts
Les sources divergent grandement quant au nombre de personnes exécutées pour haute trahison. Ibn Ishâq en mentionne 700 hommes tandis qu'Ibn Kathir n'en mentionne que 400 ; d'autres encore vont jusqu'à 900.
Ibn kathir nous dit :

« Al-Laith a rapporté d’après Abi az-Zubayr d’après Jabir selon lequel ils étaient 400, et Allah est le plus savant. »

L'imâm as-Zouhri, quant à lui, estime ce nombre à 40 comme cela est rapporté dans le "Kitâb al-Amwâl" d'Ibn Zanjawayh.

« [...] Le messager de Dieu (paix et bénédiction sur lui) s'est dirigé vers les Banou Quraydha et les a assiégé jusqu'à ce qu'ils acceptent le jugement de Sa'd b. Mou'adh. Ce dernier (Sa'd) a alors jugé que leurs hommes soient exécutés, que leurs enfants et leurs biens soient partagés. Ce jour-là quarante d'entre eux furent exécutés excepté 'Amrou b. Sa'd. [...] »

Certains juifs qui avaient été loyaux et respectueux du Pacte conclu avec les musulmans furent épargnés et mis hors de cause :

« Le siège continua durant 25 jours, durant lesquels les musulmans permirent aux juifs qui avaient refusé de trahir le Prophète (Paix sur lui) durant la Bataille du Fossé de partir et aller où bon leur semblait en reconnaissance de leur fidélité. »

## Dans le Coran
- Si vous ne connaissez pas le sujet, laissez ce bandeau (vous pouvez alors contacter les auteurs).
- Si vous supprimez le contenu mis en cause (vous pouvez préalablement contacter les auteurs),

argumentez précisément cette suppression dans la page de discussion
(un manque de référence n'est pas un argument ; une recherche réelle de référence doit avoir été effectuée, être formellement documentée).
On retrouve une trace de cet événement dans le Coran à la sourate 33 aux versets 25 à 27 :

« 33.25. Dieu a fait rebrousser chemin aux infidèles, le cœur plein de rage et sans qu'ils aient acquis aucun avantage. Dieu épargna ainsi le combat aux croyants, car Dieu est Fort et Puissant. »

« 33.26. Et Il a fait descendre de leurs forteresses ceux des gens de l'Écriture qui avaient prêté assistance aux coalisés, et a jeté l'effroi dans leurs cœurs. Vous en avez tué une partie et vous en avez capturé une autre. »

« 33.27. Dieu vous a fait ainsi hériter de leur pays, de leurs demeures, de leurs richesses et d'une terre que vos pieds n'avaient jamais foulée. La puissance de Dieu n'a point de limite. »

Comme on peut voir le verset 25 fait allusion à la bataille du fossé où les gens de la Mecque étaient venus attaquer les musulmans pour mettre fin aux attaques que les fidèles de Mahomet perpétraient sur les convois commerciaux Mecquoise afin de récupérer leur bien injustement confisqué par ces derniers.
Le verset 26 fait lui allusion au siège de la forteresse des Banu Qurayza (les gens de l'écriture) après la trahison de ces derniers du Pacte de Medine en ayant prêté main-forte aux Mecquois.
Le verset 27 montre que les fidèles de Mahomet ont pu, par la suite, acquérir les terres.

## Critique
Selon Hichem Djaït, l'affaire des Banu Qurayza pose plusieurs problèmes à l'historien. Le Coran n'est pas prolixe à ce sujet, puisque seuls deux versets y font allusion. Les Banu Qurayza furent considérés comme coupables d'avoir rompu le Pacte de Médine, pris le parti des assiégeants, de les avoir soutenus et aidés ; c'est ce que laisse entendre le terme zaharuhum dans le verset 26 sourate XXXIII. Le même verset parle de asr, (faire prisonniers) et non sabiy (capture de femmes et enfants). Cela suggère donc la présence parmi les prisonniers d'hommes adultes.
Pour Hichem Djaït, peu d'éléments des siras sont considérés comme plausibles, et l'examen du nombre de tués parmi les Banu Qurayza peut sembler douteux comme d'autres chiffres fournis par la Sira d'Ibn Ishaq. Ce nombre serait d'une centaine selon lui (estimation du nombre total des combattants pour 500 à 600 habitants au total) et non 600 à 900 tués. Par ailleurs seuls les noms des chefs sont cités. Concernant les exécutants, non seulement la Sira se contredit mais certaines traditions rapportent que seuls Ali et Zubayr exécutèrent les condamnés, ce qui est peu vraisemblable.